# Diacrodon compressus
Diacrodon compressus är en måreväxtart som beskrevs av Thomas Archibald Sprague. Diacrodon compressus ingår i släktet Diacrodon och familjen måreväxter. Inga underarter finns listade i Catalogue of Life.